# マラティヤ駅
マラティヤ駅（マラティヤえき、トルコ語：Malatya Garı）は、トルコ東アナトリア地方マラティヤ県マラティヤにある、トルコ国鉄（TCDD）の駅。
アダナ-クルタラン線と、当駅を起点とするマラティヤ-チェティンカヤ線との分岐駅であり、ヴァン湖エクスプレス・南クルタランエクスプレス・フラットエクスプレスの停車駅である。

## 歴史
アダナ-クルタラン線の一部として建設され、1931年に開通した。

## 駅構造
駅舎のデザインはアール・デコ様式であり、同じトルコ国内のスィヴァス駅、マニサ駅、ディヤルバクル駅の駅舎と似ている。
ホームは単式ホーム1面1線と島式ホーム1面2線の計2面3線を有する。駅舎は単式ホーム側にあり、島式ホームとは地下道により連絡している。

## 駅周辺
- A101（トルコ語版）スーパーマーケット
- 男性孤児院総局（Erkek Yetiştirme Yurdu Müdürlüğü）
- マラティヤ教育調査病院（Malatya Eğitim ve Araştırma Hastanesi）
- D300国道（トルコ語版、英語版）
- カルフール

## 隣の駅
トルコ国鉄
ヴァン湖エクスプレス、南クルタランエクスプレス
ディレク駅 - マラティヤ駅 - バッタルガジ駅
フラットエクスプレス
ヤズラク駅 - マラティヤ駅 - バッタルガジ駅